# Spatulă

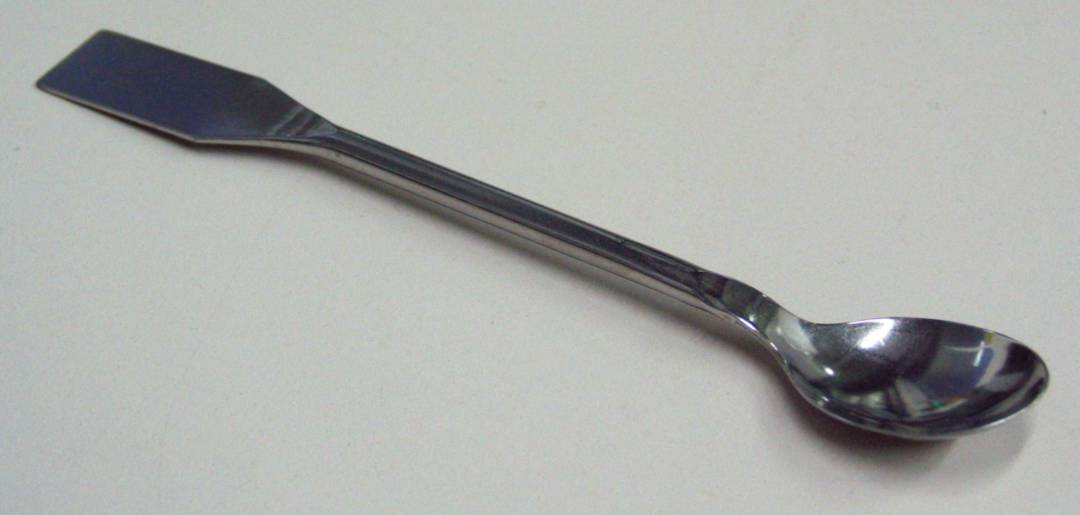
Spatulă

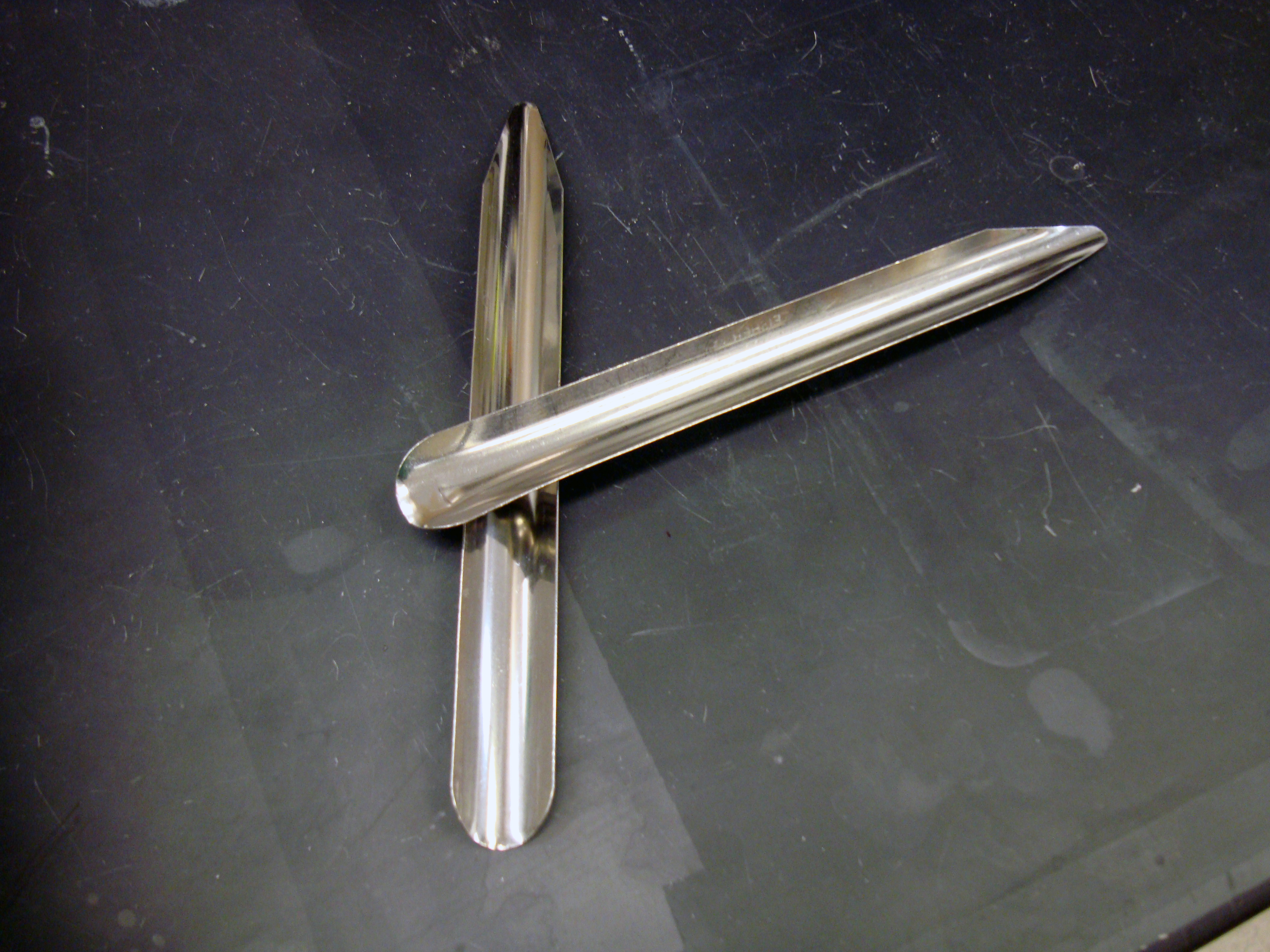
Două spatule

Spatula este o ustensilă primară utilizată în laboratoarele de chimie pentru a transporta sau transfera substanțe solide în cantități mici (de ordinul gramelor). Materia primă din care sunt realizate spatulele este metalul sau aliajele.